# Peter Brian Medawar
Peter Brian Medawar (Petrópolis, 28 de febrero de 1915-Londres, 2 de octubre de 1987) fue un biólogo, zoólogo, inmunólogo, investigador, profesor, traductor, ensayista, crítico literario, divulgador científico y filósofo británico nacido en Brasil, conocido por sus investigaciones sobre el rechazo inmunológico y el descubrimiento de la tolerancia inmunológica adquirida, hallazgos que permitieron el desarrollo posterior de los trasplantes de órganos y tejidos. Por estos descubrimientos, recibió en 1960 el Premio Nobel de Fisiología o Medicina junto con el virólogo australiano Frank Macfarlane Burnet.
Por sus trabajos en inmunología es considerado en la literatura científica como el «padre de los trasplantes». Además de como científico, es también es recordado por su gran cultura, inteligencia y su dominio del ensayo. Se interesó por muchos otros temas como la ópera, la filosofía de la ciencia, la informática, el ateísmo, el cubo de Rubik o el críquet. El etólogo y zoólogo británico Richard Dawkins se refirió a él como «el más ingenioso de todos los escritores científicos» y el paleontólogo Stephen Jay Gould como "el hombre más inteligente que he conocido". Sus ensayos se caracterizan por su calidad literaria y rigurosidad científica, junto a su marcado uso del sarcasmo.

## Primeros años
Fue el segundo hijo del libanés Nicholas Agnatius Medawar, nacido en la aldea de Joünié —al norte de Beirut, Líbano—, y de la británica Edith Muriel (de soltera Dowling). Su padre, un cristiano maronita, se nacionalizó británico y trabajó para un fabricante británico de suministros dentales que lo envió a Brasil como agente.

## Primeras investigaciones
Su intervención en las primeras investigaciones sobre trasplante empezaron durante la Segunda Guerra Mundial, cuando investigaba posibles mejoras en los injertos de piel. Se propuso en 1949, cuando Burnet avanzó en la hipótesis de que durante la vida embrionaria e inmediatamente después del nacimiento, las células gradualmente adquieren la habilidad para distinguirse entre ellas fabricando sustancias de cada tejido tomando sustancias de otras células.[cita requerida]
En 1953 fue el primero que señaló la extraña paradoja de que el feto no desencadene las defensas inmunitarias de la madre. Además, esta tolerancia solo tiene lugar durante la gestación: si se intenta después trasplantar un tejido del niño a la madre, es inmediatamente rechazado.[cita requerida]

## Resultados de la investigación
Ganó el Premio Nobel de Medicina o Fisiología en 1960, junto con sir Frank Macfarlane Burnet, por su trabajo en los injertos de tejidos con la base de los trasplantes de órganos y su descubrimiento de la tolerancia inmunológica adquirida. Este trabajo fue usado para tratar quemaduras con injertos de piel. Su trabajo generó un cambio en el énfasis de la ciencia de la inmunología.[cita requerida]

## Filósofo y divulgador de la ciencia
Como filósofo de la ciencia, expresó su admiración por Karl Popper.
En su libro The Limits of Science (Los límites de la ciencia), distinguió entre las cuestiones trascendentes, que se dejan mejor a la religión y a la metafísica, y las investigaciones sobre la organización y estructura del universo observable. En la misma obra se refirió también a «la línea que separa el mundo de la ciencia y el sentido común del mundo de la fantasía, la ficción y la metafísica».[cita requerida] Afirmó la imposibilidad de la ciencia para responder a preguntas inocentes que tienen que ver con lo que llama las primeras y las últimas cosas y que son relevantes para quien las hace. Y cita algunos ejemplos: ¿Para qué estamos aquí?, ¿Cómo comenzó todo? o ¿Cuál es el sentido de la vida?
Fue también relevante su labor como divulgador de la ciencia, por ejemplo con textos como Consejos a un joven científico.

## Obras

### Críticas a otras obras
- "Crítica a la obra de Teilhard de Chardin El Fenómeo Humano". En la publicación: Mind Vol 70 (1961) p.99-105 (en inglés).

### Ediciones en español
- Medawar, Peter (1997). El extraño caso de los ratones moteados y otros ensayos sobre ciencia. Editorial Crítica. ISBN 978-84-7423-862-4.

- Medawar, Peter (1993). La amenaza y la gloria: Reflexiones sobre la ciencia y los científicos. Editorial Gedisa. ISBN 978-84-7432-474-7.

- Medawar, Peter (1988). Los límites de la ciencia. Fondo de Cultura Económica. ISBN 968162954X.[17]

- Medawar, Peter (1961). El futuro del hombre. Editorial Acribia. ISBN 978-84-200-0055-8.

- Medawar, Peter (1960). La singularidad del individuo. Editorial Acribia. ISBN 978-84-200-0056-5.

- Medawar, Peter; Medawar, J. S. (1988). De Aristóteles a zoológicos: Un diccionario filosófico de biología. Fondo de Cultura Económica. ISBN 9681629671.

- Medawar, Peter (1990). Historia de un rábano pensante: Autobiografía. Fondo de Cultura Económica. ISBN 9681634381.

- Medawar, Peter (1988). Consejos a un joven científico. Fondo de Cultura Económica/Ediciones Nuevo País/Serie Biblioteca Actual. ISBN 9505570422.